# White Mountain
White Mountain – szczyt w Górach Białych w Kalifornii (USA). Osiąga wysokość 4342 m n.p.m. i jest trzecim pod względem wysokości szczytem Kalifornii. Uniwersytet Kalifornijski posiada 3 stacje badawcze na zboczach White Mountain: Crooked Creek Station (3100 m), Barcroft Station (3800 m) oraz White Mountain Research Station Summit Lab na szczycie.